# Esfera de Riemann
En matemática, la esfera de Riemann (o plano complejo extendido), llamada así en honor al matemático del siglo XIX Bernhard Riemann, es una esfera obtenida del plano complejo mediante la adición de un punto del infinito. La esfera es la representación geométrica de los números complejos extendidos, denotado como {\displaystyle {\hat {\mathbb {C} }}} ó {\displaystyle \mathbb {C} \cup \{\infty \}}, (véase fig.1 y fig.2), la cual consiste en los números complejos ordinarios en conjunción con el símbolo {\displaystyle \infty \!} para representar el infinito.
Los números complejos extendidos son comunes en análisis complejo porque permiten la división por cero en algunas circunstancias, en el sentido de hacer expresiones bien definidas tales como:
{\displaystyle 1/0=\infty }
Por ejemplo, cualquier función racional sobre el plano complejo puede ser extendida como una función continua sobre la esfera de Riemann, con los polos de la función racional mapeados al infinito. Más generalmente, cualquier función meromorfa puede ser pensada como una función continua cuyo codominio es la esfera de Riemann.
En geometría, la esfera de Riemann es el ejemplo prototípico de una superficie de Riemann, y una de las más simples variedades complejas. En geometría proyectiva, la esfera puede ser pensada como la recta proyectiva compleja {\displaystyle \mathbb {CP} ^{1}}, el espacio proyectivo de todos las rectas complejas en {\displaystyle \mathbb {C} ^{2}}. Como con cualquier superficie de Riemann compacta, la esfera también puede ser vista como una curva algebraica proyectiva, haciendo de esto un ejemplo fundamental de geometría algebraica. También encuentra utilidad en otras disciplinas que dependen del análisis y de la geometría, como puede ser la mecánica cuántica y otras ramas de la física.

## Números complejos extendidos
Los números complejos extendidos consisten de números complejos {\displaystyle \mathbf {C} } junto con {\displaystyle \infty }.  El conjunto de números complejos extendidos puede ser expresado como {\displaystyle \mathbf {C} \cup \{\infty \}}, y a menudo es indicado agregando algún símbolo a la letra {\displaystyle \mathbf {C} }, por ejemplo
{\displaystyle {\widehat {\mathbf {C} }},\quad {\overline {\mathbf {C} }},\quad {\text{o}}\quad \mathbf {C} _{\infty }.}
También a veces se utiliza la notación {\displaystyle \mathbf {C} ^{*}}, pero como esta notación también se utiliza para el plano perforado {\displaystyle \mathbf {C} \setminus \{0\}}, el uso de la misma puede dar lugar a cierta ambigüedad.
Desde un punto de vista geométrico, el conjunto de los números complejos extendidos es denominado la esfera de Riemann (o plano complejo extendido).

### Operaciones aritméticas
La suma de números complejos puede extenderse si se define, para {\displaystyle z\in \mathbf {C} },
{\displaystyle z+\infty =\infty }
para todo número complejor {\displaystyle z}, y la multiplicación se define como
{\displaystyle z\times \infty =\infty }
para todos los números complejos distintos del cero {\displaystyle z}, con {\displaystyle \infty \times \infty =\infty }. Es de notar que  {\displaystyle \infty -\infty } y {\displaystyle 0\times \infty } quedan indeterminados. A diferencia de los números complejos, los números complejos extendidos no constituyen un campo, dado que {\displaystyle \infty } no posee inversos aditivos o multiplicativos. Sin embargo, es costumbre definir la división en {\displaystyle \mathbf {C} \cup \{\infty \}} como  
{\displaystyle {\frac {z}{0}}=\infty \quad {\text{and}}\quad {\frac {z}{\infty }}=0}
para todos los números complejos distintos del cero {\displaystyle z} con {\displaystyle \infty /0=\infty } y {\displaystyle 0/\infty =0}. Los cocientes {\displaystyle 0/0} y {\displaystyle \infty /\infty } quedan indefinidos.

### Funciones racionales
Toda función racional {\displaystyle f(z)=g(z)/h(z)} (en otras palabras, {\displaystyle f(z)} es la relación de funciones polinómicas {\displaystyle g(z)} y {\displaystyle h(z)} de {\displaystyle z} con coeficientes complejos, tales que {\displaystyle g(z)} y {\displaystyle h(z)} no poseen un factor común) pueden ser extendidas a una función continua en la esfera de Riemann.  Específicamente, si {\displaystyle z_{0}} es un número complejo tal que el denominador {\displaystyle h(z_{0})} es cero, pero el numerador {\displaystyle g(z_{0})} no es cero, entonces se puede definir {\displaystyle f(z_{0})} como {\displaystyle \infty }.  Además, {\displaystyle f(\infty )} puede ser definido como el límite de {\displaystyle f(z)} cuando {\displaystyle z\to \infty }, el cual puede ser finito o infinito.
El conjunto de funciones racionales complejas cuyo símbolo matemático es {\displaystyle \mathbf {C} (z)}— constituyen todas las funciones holomorfas posibles de la esfera de Riemann en sí misma, cuando se la analiza como una superficie de Riemann, excepto para el caso de la función constante que toma el valor {\displaystyle \infty } siempre.  Las funciones de {\displaystyle \mathbf {C} (z)} forman un campo algebraico, denominado el campo de las funciones racionales en la esfera.
Por ejemplo, dada la función
{\displaystyle f(z)={\frac {6z^{2}+1}{2z^{2}-50}}}
se puede definir {\displaystyle f(\pm 5)=\infty }, ya que el denominador vale cero en {\displaystyle \pm 5}, y {\displaystyle f(\infty )=3} ya que  {\displaystyle f(z)\to 3} al tender {\displaystyle z\to \infty }.  Utilizando estas definiciones, {\displaystyle f} se convierte en una función continua de la esfera de Riemann en sí misma.

## Como una variedad compleja
Como una variedad compleja unidimensional, la esfera de Riemann se puede describir mediante dos gráficos, ambos con dominio igual al plano numérico complejo. {\displaystyle \mathbf {C} }. Sea {\displaystyle \zeta } un número complejo en una copia de {\displaystyle \mathbf {C} }, y sea {\displaystyle \xi } un número complejo en otra copia de {\displaystyle \mathbf {C} }. Identifica cada número complejo distinto de cero {\displaystyle \zeta } del primero {\displaystyle \mathbf {C} } con el número complejo distinto de cero {\displaystyle 1/\xi } del segundo {\displaystyle \mathbf {C} }.  Entonces el mapa
{\displaystyle f(z)={\frac {1}{z}}}
se llama el mapa de transición entre las dos copias de {\displaystyle \mathbf {C} } de los denominados gráficos topológicos, vinculándolos entre sí. Dado que los mapas de transición son holomorfos, definen una variedad compleja, llamada esfera de Riemann. Al ser una variedad compleja de 1 dimensión compleja (es decir, 2 dimensiones reales), también se la denomina superficie de Riemann.
Intuitivamente, los mapas de transición indican cómo unir dos planos para formar la esfera de Riemann. Los planos están pegados "de adentro hacia afuera", de modo que se superponen en casi todas partes, y cada plano contribuye con solo un punto (su origen) que falta en el otro plano. En otras palabras, (casi) cada punto en la esfera de Riemann tiene tanto un valor {\displaystyle \zeta } y un valor {\displaystyle \xi } , y los dos valores están relacionados mediante {\displaystyle \zeta =1/\xi }. El punto donde {\displaystyle \xi =0} debe entonces tener un valor  {\displaystyle \zeta }  "{\displaystyle 1/0}"; en este sentido, el origen {\displaystyle \xi } del gráfico desempeña el rol de {\displaystyle \infty } en el gráfico {\displaystyle \zeta }. Simétricamente el origen {\displaystyle \zeta } del gráfico desempeña el rol de {\displaystyle \infty } en el gráfico {\displaystyle \xi }.
Topológicamente , el espacio resultante es la compactación de un punto de un plano en la esfera. Sin embargo, la esfera de Riemann no es simplemente una esfera topológica. Es una esfera con una estructura compleja bien definida , de modo que alrededor de cada punto de la esfera hay una vecindad que se puede identificar biholomorficamente con {\displaystyle \mathbf {C} }.
Por otro lado, el teorema de uniformización, un resultado central en la clasificación de las superficies de Riemann, establece que toda superficie de Riemann simplemente conectada es biholomorfa al plano complejo, al plano hiperbólico o a la esfera de Riemann. De estos, la esfera de Riemann es la única que es una superficie cerrada (una superficie compacta sin límite ). Por lo tanto, la esfera bidimensional admite una estructura compleja única que la convierte en una variedad compleja unidimensional.

## Como la recta proyectiva compleja
La esfera de Riemann también puede definirse como la recta proyectiva compleja'. Los puntos de la recta proyectiva compleja pueden definirse como clases de equivalenciaes de vectores no nulos en el espacio vectorial complejo {\displaystyle \mathbf {C} ^{2}}: dos vectores no nulos {\displaystyle (w,z)} y {\displaystyle (u,v)} son equivalentes si {\displaystyle (w,z)=(\lambda u,\lambda v)} para algún coeficiente no nulo {\displaystyle \lambda \in \mathbf {C} }.
En este caso, la clase de equivalencia se escribe {\displaystyle [w,z]} utilizando  coordenadas proyectivas. Dado cualquier punto {\displaystyle [w,z]} en la recta proyectiva compleja, uno de {\displaystyle w} y {\displaystyle z} debe ser distinto de cero, digamos {\displaystyle w\neq 0}. Entonces por la noción de equivalencia, {\displaystyle [w,z]=\left[1,z/w\right]}, que está en una gráfica para la esfera de Riemann manifold.
Este tratamiento de la esfera de Riemann conecta más fácilmente con la geometría proyectiva. Por ejemplo, cualquier línea (o cónica suave) en el plano proyectivo complejo es biholomorfa a la línea proyectiva compleja. También es conveniente para estudiar los automorfismos de la esfera, más adelante en este artículo.

## Como una esfera

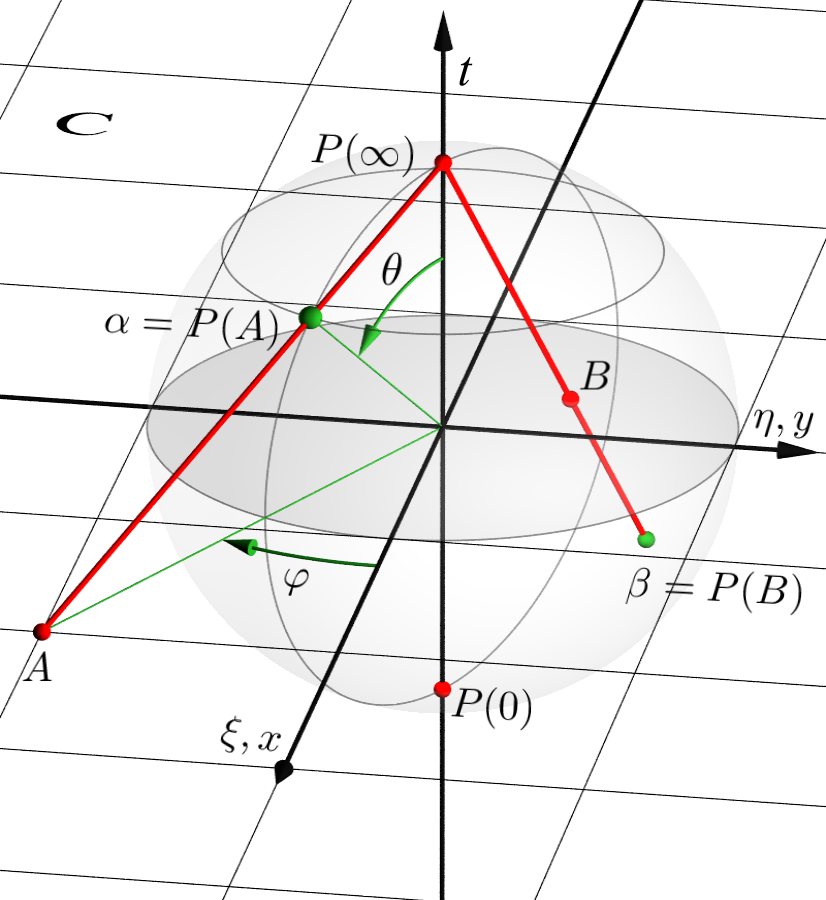
Proyección estereográfica de un número complejo A sobre un punto α de la esfera de Riemann

La esfera de Riemann puede visualizarse como la esfera unitaria {\displaystyle x^{2}+y^{2}+z^{2}=1} en el espacio real tridimensional {\displaystyle \mathbf {R} ^{3}}. Para ello, consideremos la proyección estereográfica desde la esfera unidad menos el punto {\displaystyle (0,0,1)} sobre el plano {\displaystyle z=0}, que identificamos con el plano complejo por {\displaystyle \zeta =x+iy}. En coordenadas cartesianas {\displaystyle (x,y,z)} y coordenadas esféricas {\displaystyle (\theta ,\phi )} sobre la esfera (con {\displaystyle \theta } el cenit y {\displaystyle \phi } el acimut), la proyección es
{\displaystyle \zeta ={\frac {x+iy}{1-z}}=\cot \left({\frac {1}{2}}\theta \right)\;e^{i\phi }.}
Análogamente, la proyección estereográfica desde {\displaystyle (0,0,-1)} sobre el plano {\displaystyle z=0}, identificado con otra copia del plano complejo por {\displaystyle \xi =x-iy}, se escribe
{\displaystyle \xi ={\frac {x-iy}{1+z}}=\tan \left({\frac {1}{2}}\theta \right)\;e^{-i\phi }.}
Para cubrir la esfera unitaria se necesitan las dos proyecciones estereográficas: la primera cubrirá toda la esfera excepto el punto {\displaystyle (0,0,1)} y la segunda excepto el punto {\displaystyle (0,0,-1)}. Por lo tanto, se necesitan dos planos complejos, uno para cada proyección, que se pueden ver intuitivamente como pegados espalda con espalda en {\displaystyle z=0}. Nótese que los dos planos complejos se identifican de forma diferente con el plano {\displaystyle z=0}. Es necesaria una orientación-reversión para mantener una orientación consistente en la esfera, y en particular la conjugación compleja hace que los mapas de transición sean holomorfos.
Los mapas de transición entre {\displaystyle coordenadas\zeta }y {\displaystyle coordenadas\xi }se obtienen componiendo una proyección con la inversa de la otra. Resultan ser {\displaystyle \zeta =1/\xi } y {\displaystyle \xi =1/\zeta }, como se ha descrito anteriormente. Así, la esfera unitaria es difeomorfa a la esfera de Riemann.
Bajo este difeomorfismo, el círculo unitario en la carta {\displaystyle \zeta }, el círculo unitario en la carta {\displaystyle \xi }, y el ecuador de la esfera unitaria se identifican. El disco unitario {\displaystyle |\zeta |<1} se identifica con el hemisferio sur {\displaystyle z<0}, mientras que el disco unitario {\displaystyle |\xi |<1} se identifica con el hemisferio norte {\displaystyle z>0}.

## Métrica
Una superficie de Riemann no viene equipada con ninguna  métrica riemanniana en particular. Sin embargo, la estructura conforme de la superficie de Riemann determina una clase de métricas: todas aquellas cuya estructura conforme subordinada es la dada. Con más detalle: La estructura compleja de la superficie de Riemann sí determina unívocamente una métrica hasta equivalencia conforme. (Se dice que dos métricas son conformemente equivalentes si difieren en la multiplicación por una función suave positiva). A la inversa, cualquier métrica sobre una  superficie orientada determina unívocamente una estructura compleja, que depende de la métrica sólo hasta equivalencia conformacional. Las estructuras complejas sobre una superficie orientada están, por tanto, en correspondencia uno a uno con clases conformes de métricas sobre esa superficie.
Dentro de una clase conforme dada, se puede utilizar la simetría conforme para encontrar una métrica representativa con propiedades convenientes. En particular, siempre existe una métrica completa con  curvatura constante en cualquier clase conforme.
En el caso de la esfera de Riemann, el teorema de Gauss-Bonnet implica que una métrica de curvatura constante debe tener curvatura positiva. {\displaystyle K}. De ello se deduce que la métrica debe ser isométrica respecto a la esfera de radio {\displaystyle 1/{\sqrt {K}}} en {\displaystyle \mathbf {R} ^{3}} mediante proyección estereográfica. En la {\displaystyle carta\zeta } sobre la esfera de Riemann, la métrica con {\displaystyle K=1} viene dada por
{\displaystyle ds^{2}=\left({\frac {2}{1+|\zeta |^{2}}}\right)^{2}\,|d\zeta |^{2}={\frac {4}{\left(1+\zeta {\overline {\zeta }}\right)^{2}}}\,d\zeta \,d{\overline {\zeta }}.}
En coordenadas reales {\displaystyle \zeta =u+iv}, la fórmula es
{\displaystyle ds^{2}={\frac {4}{\left(1+u^{2}+v^{2}\right)^{2}}}\left(du^{2}+dv^{2}\right).}
Hasta un factor constante, esta métrica coincide con la métrica de Fubini-Study estándar en el espacio proyectivo complejo (del que la esfera de Riemann es un ejemplo).
Hasta el escalamiento, ésta es la única métrica en la esfera cuyo grupo de isometrías que preservan la orientación es tridimensional (y ninguno es más que tridimensional); ese grupo se llama {\displaystyle {\mbox{SO}}(3)}. En este sentido, ésta es, con mucho, la métrica más simétrica de la esfera. (El grupo de todas las isometrías, conocido como {\displaystyle {\mbox{O}}(3)}, también es tridimensional, pero a diferencia de {\displaystyle {\mbox{SO}}(3)} no es un espacio conexo).
A la inversa, dejemos que {\displaystyle S} denote la esfera (como un variedad diferenciable abstracta o variedad topológica). Por el teorema de uniformización existe una única estructura compleja en {\displaystyle S} hasta equivalencia conforme. Se deduce que cualquier métrica sobre {\displaystyle S} es conformemente equivalente al métrica redonda. Todas estas métricas determinan la misma geometría conforme. Por tanto, la métrica redonda no es intrínseca a la esfera de Riemann, ya que la "redondez" no es un invariante de la geometría conforme. La esfera de Riemann es sólo una variedad conforme, no una variedad riemanniana. Sin embargo, si uno necesita hacer geometría de Riemann en la esfera de Riemann, la métrica redonda es una opción natural (con cualquier radio fijo, aunque el radio {\displaystyle 1} es la opción más simple y más común).  Esto se debe a que sólo una métrica redonda en la esfera de Riemann tiene su grupo de isometría ser un grupo de 3 dimensiones. (A saber, el grupo conocido como {\displaystyle {\mbox{SO}}(3)}, un grupo continuo ("Lie") que es topológicamente el espacio proyectivo tridimensional {\displaystyle \mathbf {P} ^{3}}).

## Automorfismos

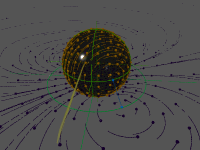
Una transformación de Möbius que actúa sobre la esfera, y sobre el plano mediante proyección estereográfica

El estudio de cualquier objeto matemático se ve facilitado por la comprensión de su grupo de automorfismos, es decir, los mapas del objeto a sí mismo que preservan la estructura esencial del objeto. En el caso de la esfera de Riemann, un automorfismo es un mapa conforme invertible (es decir, un mapa biholomorfo) de la esfera de Riemann a sí misma. Resulta que los únicos mapas de este tipo son las transformaciones de Möbius. Se trata de funciones de la forma
{\displaystyle f(\zeta )={\frac {a\zeta +b}{c\zeta +d}},}

donde {\displaystyle a}, {\displaystyle b}, {\displaystyle c}, y {\displaystyle d} son números complejos tales que {\displaystyle ad-bc\neq 0}. Ejemplos de transformaciones de Möbius son las dilataciones,  rotaciones, translaciones y la inversión compleja. De hecho, cualquier transformación de Möbius puede escribirse como una composición de éstas.
Las transformaciones de Möbius son homografías en la recta proyectiva compleja. En  coordenadas proyectivas, la transformación f puede escribirse
{\displaystyle [\zeta ,\ 1]{\begin{pmatrix}a&c\\\ b&d\end{pmatrix}}\left[{\tfrac {a\zeta +b}{c\zeta +d}},\ 1\right]\ =\ [f(\zeta ),\ 1].}

## Aplicaciones
En análisis complejo, una función meromorfa en el plano complejo (o en cualquier superficie de Riemann) es una relación {\displaystyle f/g} de dos funciones holomorfas {\displaystyle f} y {\displaystyle g}. Como mapa a los números complejos, es indefinido siempre que {\displaystyle g} sea cero. Sin embargo, induce un mapa holomorfo {\displaystyle (f,g)} a la recta proyectiva compleja que está bien definido incluso donde {\displaystyle g=0}. Esta construcción es útil en el estudio de funciones holomorfas y meromorfas. Por ejemplo, en una superficie de Riemann compacta no hay mapas holomorfos no constantes a los números complejos, pero los mapas holomorfos a la recta proyectiva compleja son abundantes.
La esfera de Riemann tiene muchos usos en física. En mecánica cuántica, los puntos de la recta proyectiva compleja son valores naturales para polarización del fotón, espín de partículas de masivas {\displaystyle 1/2}, y partículas de 2 estados en general (véase también bit cuántico y esfera de Bloch). La esfera de Riemann se ha sugerido como modelo de relativista para la esfera celeste. En teoría de cuerdas, las  láminas universales de cuerdas son superficies de Riemann, y la esfera de Riemann, siendo la superficie de Riemann más simple, juega un papel significativo. También es importante en la Teoría de twistores.